# Tichon Chrennikov
Tichon Nikolajevitj Chrennikov (ryska: Ти́хон Никола́евич Хре́нников), född 10 juni (28 maj enl. g.s.) 1913 i Jelets, död 14 augusti 2007 i Moskva, var en rysk kompositör och pianist.

## Biografi
Chrennikov tog redan som barn pianolektioner, sjöng i kör och spelade olika instrument i amatörorkestrar. Han började komponera pianostycken redan då han var 12 år. Åren 1929-1932 studerade Chrennikov komposition vid Michail Gnesins musikaliska fackskola i Moskva. Därefter fortsatte han studierna vid Moska musikkonservatorium.
Redan under studietiden uppfördes en pianokonsert 1933 och hans diplomarbete: symfoni nr 1. Den senare framfördes snart även utomlands av ledande orkestrar. Cherennikovs främsta verk är teatermusik och symfonier. Under krigstiden 1941-1945 komponerade han patriotiska sånger och filmmusik. Hans andra symfoni anses höra till de främsta verken från krigstiden. Efter 1945 komponerade Chrennikov främst operor och skådespelsmusik.
Chrennikov fick stort inflytande på musiklivet, då han blev ordförande i den sovjetiska tonsättarföreningen 1948, samt valdes till deputerad i Högsta Sovjet och till ledande funktioner i kommunistpartiet.
Han blev mest känd för sina våldsamma anfall på flera ledande sovjetiska tonsättare som Dmitrij Sjostakovitj, Sergej Prokofjev, Aram Chatjaturjan och Dmitrij Kabalevskij. Chrennikovs estetik baserade sig mycket på primitiv konstuppfattning som härskade inom partiet - folksånger (huvudsakligen ryska!), sångbara melodier och anspråksfulla kompositioner med politiskt korrekt innehåll.[källa behövs]

## Utmärkelser
Asteroiden 4515 Khrennikov är uppkallad efter honom.

## Verk i urval

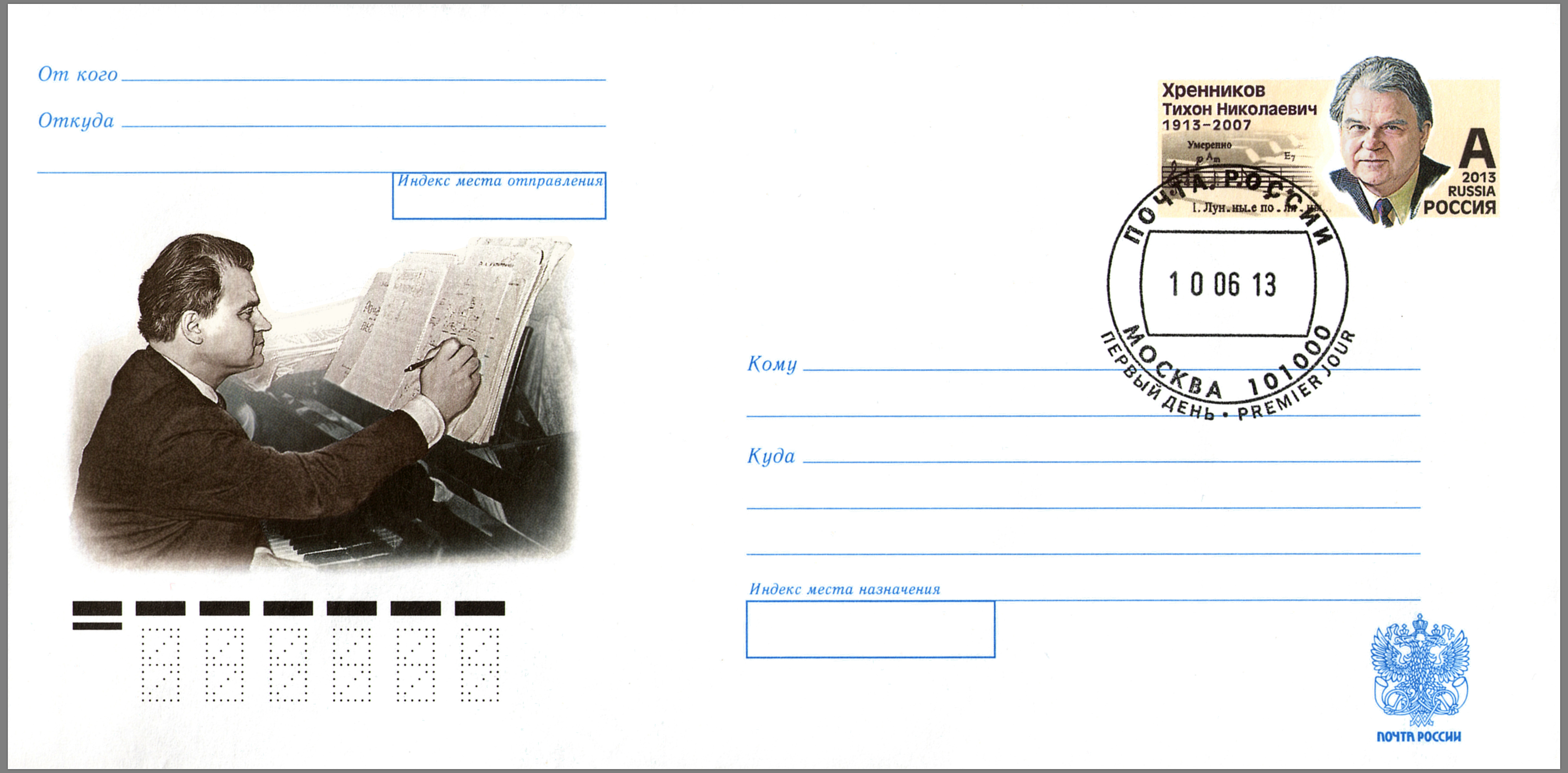
Illustrerad rysk postal helsak som hedrar Tikhon Chrennikov (2013)

- В бурю (In i stormen), opera 1939, reviderad 1952
- Фрол Скобеев (Frol Skobejev), opera 1950
- Мать (En mor), opera 1957
- Много шума из-за… сердец (Mycket väsen för ... hjärtans skull), opera 1972
- Сто чертей и одна девушка (Hundra djävlar och en flicka), operett 1963
- Белая ночь (Den vita natten), musikkrönika 1967
- Мальчик-великан (Pojkjätten), barnopera 1970
- Наш двор (Vår gård), balett 1970
- 3 symfonier 1935, 1943, 1973
- 4 konserter för piano 1933, 1972, 1983, 1991
- 2 konserter för violin 1959, 1975
- 2 konserter för violoncell 1964, 1986
- Romanser till dikter av Aleksandr Pusjkin 1935, Sergej Jesenin 1935 och Robert Burns 1942
- Мик (Mik), teatermusik 1933
- Много шума из ничего (Mycket väsen för ingenting), svit för en röst och orkester 1936
- Без вины виноватые (De skyldiga utan skuld), teatermusik 1937
- Шёл солдат с фронта (Det kom en soldat från fronten), teatermusik 1938
- День рождения (Födelsedagen), teatermusik 1945
- Умные вещи (Kloka saker), teatermusik 1965

Därtill filmmusik, pianostycken och sånger.